# Crasna (Sălaj)
Pour les articles homonymes, voir Crasna.
Crasna (Kraszna en hongrois) est une commune roumaine du județ de Sălaj, dans la région historique de Transylvanie et dans la région de développement du Nord-ouest.

## Géographie
La commune de Crasna est située dans le sud-ouest du județ, dans les Monts Meseș, sur le cours supérieur de la rivière Crasna, à 18 km au sud-est de Șimleu Silvaniei et à 19 km à l'ouest de Zalău, le chef-lieu du județ.
La municipalité est composée des quatre villages suivants (population en 2002) :
- Crasna (4 378)
- Huseni (506) ;
- Marin (995) ;
- Ratin (494).

## Histoire
La première mention écrite de la commune date de 1213 sous le nom de Karasna. elle fut le siège d'une forteresse utilisée jusqu'à la fin du XVIIe siècle.
La commune, qui appartenait au royaume de Hongrie, faisait partie de la principauté de Transylvanie et elle en a donc suivi l'histoire.
Au milieu du XVe siècle, Kraszna obtient le statut de ville de marché et, en 1609, Matthias Ier, Empereur du Saint-Empire et roi de Hongrie sous le nom de Matthias II, lui octroie le droit d'organiser des foires.
De 1571 à 1876, Crasna a appartenu au comitat de Kraszna (chef-lieu : Szilágysomlyó (Șimleu Silvaniei aujourd'hui)).
Après le compromis de 1867 entre Autrichiens et Hongrois de l'empire d'Autriche, la principauté de Transylvanie disparaît et, en 1876, le royaume de Hongrie est partagé en comitats, le comitat de Kraszna disparaît. Crasna intègre alors le comitat de Szilágy (Szilágymegye).
À la fin de la Première Guerre mondiale, l'Empire austro-hongrois disparaît et la commune rejoint la Grande Roumanie.
En 1940, à la suite du deuxième arbitrage de Vienne, elle est annexée par la Hongrie jusqu'en 1944. Son importante communauté juive disparaît presque entièrement pendant la Shoah. Crasna réintègre la Roumanie après la Seconde Guerre mondiale.

## Politique
Le conseil municipal de Crasna compte 15 sièges de conseillers municipaux. À l'issue des élections municipales de juin 2008, Emeric Pop (UDMR) a été élu maire de la commune.
| Parti                                      | Nombre de conseillers |
| ------------------------------------------ | --------------------- |
| Union démocrate magyare de Roumanie (UDMR) | 14                    |
| Parti civique hongrois                     | 1                     |

## Religions
En 2002, la composition religieuse de la commune était la suivante :
- Réformés, 53,08 % ;
- Chrétiens orthodoxes, 30,01 % ;
- Baptistes, 9,38 % ;
- Adventistes du septième jour, 2,13 % ;
- Grecs-Catholiques, 2,11 %
- Catholiques romains, 1,66 %.

## Démographie
En 1910, à l'époque austro-hongroise, la commune comptait 1 242 Roumains (22,75 %), 4 189 Hongrois (76,74 %) et 17 Allemands (0,31 %).
En 1930, on dénombrait 1 936 Roumains (31,41 %), 3 627 Hongrois (58,84 %), 438 Juifs (7,11 %), 117 Tsiganes (1,90 %) et 18 Slovaques (0,29 %).
En 1956, après la Seconde Guerre mondiale, 2 467 Roumains (34,74 %) côtoyaient 4 445 Hongrois (62,59 %), 63 Juifs (0,89 %) et 125 Tsiganes (1,76 %).
En 2002, la commune comptait 1 786 Roumains (28,02 %), 4 066 Hongrois (63,80 %) et 514 Tsiganes (8,06 %). On comptait à cette date 2 797 ménages et 2 578 logements.
| 1850  | 1880  | 1900  | 1910  | 1920  | 1930  | 1941  | 1956  | 1966  |
| ----- | ----- | ----- | ----- | ----- | ----- | ----- | ----- | ----- |
| 3 584 | 3 789 | 4 750 | 5 459 | 5 545 | 6 164 | 6 643 | 7 102 | 6 875 |

| 1977  | 1992  | 2002  | 2007  | - | - | - | - | - |
| ----- | ----- | ----- | ----- | - | - | - | - | - |
| 6 990 | 6 534 | 6 373 | 6 433 | - | - | - | - | - |

## Éducation
Crasna compte 5 écoles maternelles, 5 écoles-collèges et 1 lycée.

## Économie
L'économie de la commune repose sur l'agriculture (légumes, oignons réputés), la viticulture et l'élevage. La commune dispose de 4 891 ha de terres agricoles (2 953 ha de terres arables, 152 ha de vignes, 98 ha de vergers), de 1 485 ha de pâturages et de 223 ha de prairies.

## Communications

### Routes
Crasna est à la croisée de plusieurs routes régionales qui conduisent vers Zalău à l'est, Șimleu Silvaniei au nord-ouest et Ciucea, dans le județ de Cluj au sud.

## Lieux et monuments
- Église réformée de style gothique du XIVe siècle avec une voûte à caissons ornée de fresques de 1736.

- Nombreuses caves où se dégustent les vins locaux.

- Lac Vârsolț, retenue artificielle sur la rivière Crasna.